# Cabezo de la Jara (Puerto Lumbreras)
Cabezo de la Jara es una de las cuatro diputaciones que conforman el municipio de Puerto Lumbreras (Región de Murcia) España. Se localiza al noroeste del mismo, limitando al oeste con la provincia de Almería, al norte con el municipio de Lorca y al sur y este con las diputaciones de Puerto Adentro y Puerto Lumbreras. Es la última diputación en número de habitantes, con solo 17 habitantes censados en 2011. Se trata de la zona más elevada del municipio, un paisaje montañoso en el que destaca el Cabezo de la Jara (1247 m.s.n.m), atravesado por numerosas ramblas (Nogalte, Talancón y Vilerda) y donde la vegetación predominante es la carrasca y los pinos.

## Historia

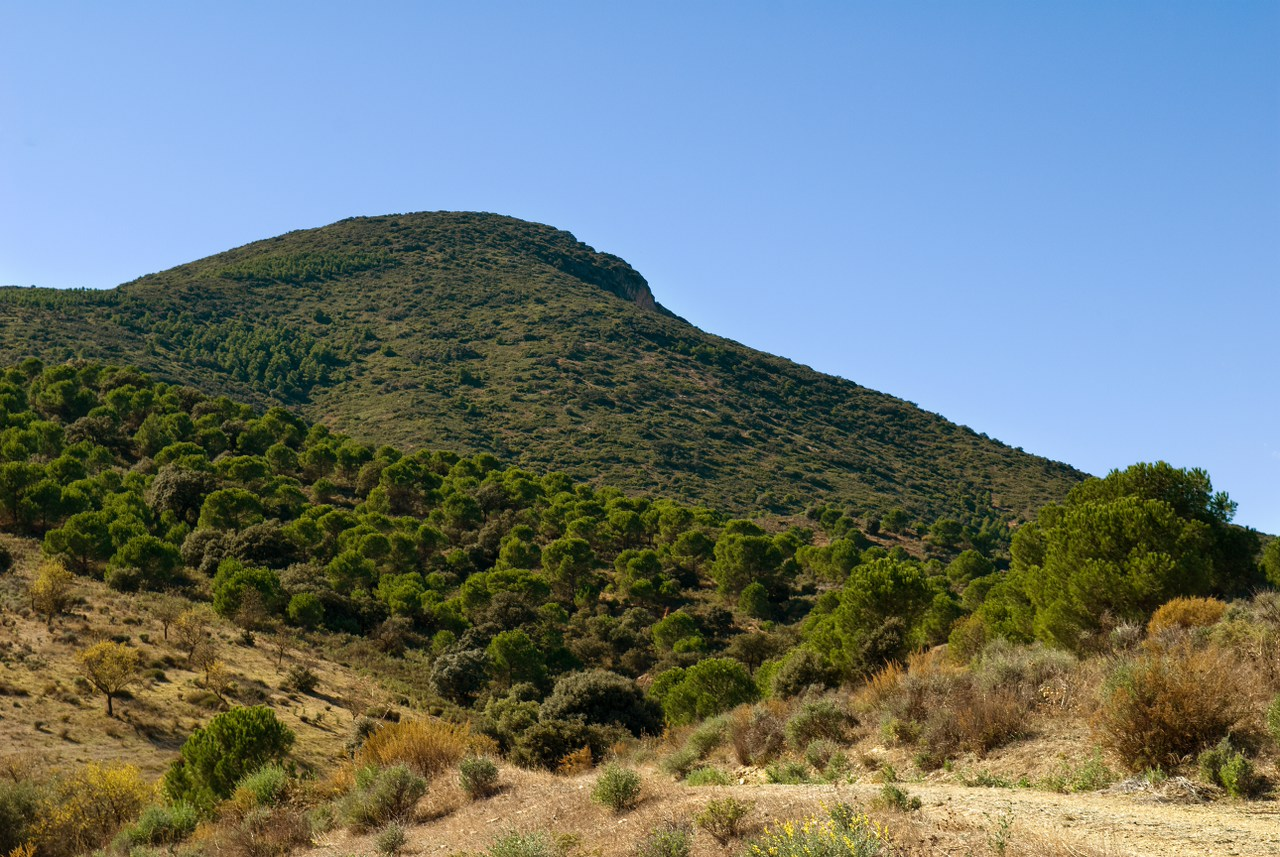
Cima del Cabezo de la Jara

La historia de Cabezo de la Jara está directamente condicionada por su orografía: un sector montañoso recorrido por numerosas ramblas que desde la prehistoria han servido de paso natural desde las tierras altas andaluzas hacia el valle del Guadalentín y en el que se conocen diferentes yacimientos prehistóricos (Talancón, Cerro Cute, El Castillar), generalmente hábitats en altura.

De época romana apenas se tienen datos. Lo más probable es que dado lo abrupto del terreno y la escasez de recursos que pudieran ser aprovechados por los romanos, el poblamiento de esta zona fuera de carácter residual, más aún, teniendo en cuenta que la principal vía de comunicación (Via Augusta) queda muy lejos del cabezo de la Jara. 

Durante el período medieval islámico (siglos VIII-XIII) era conocido como Yabal al-Jasab (Monte de la Madera),  nombre que alude probablemente al uso que tuvo esta zona durante época andalusí. Tras la incorporación del reino de Murcia a la Corona castellana, el cabezo de la Jara continuó prácticamente despoblado, más aún, teniendo en cuenta que formaba parte de una banda territorial que de norte a sur, desde la Sierra del Segura hasta las proximidades de Águilas, conformaba la frontera entre el reino de Granada y el de Castilla. Algunas fuentes aluden a la existencia en este lugar de una vieja rábita donde castellanos y nazaríes contactaba esporádicamente para negociar canjes y rescates de cautivos, además de contactos de tipo social o económico.

A partir de la época moderna el uso de este espacio está vinculado al aprovechamiento de las aguas, especialmente tras la roturación sistemática de las tierras del campo de Nogalte a partir del siglo XVIII. Destacan los sistemas subálveos vinculados a la rambla de Vilerda y la de Nogalte, que captan y almacenan el agua que es conducida a través de una galería subterránea hasta una balsa desde donde se distribuye para el riego. 

Durante el siglo XIX se explotaron canteras a cielo abierto en las que se extraía un mineral conocido como limonita (ocre amarillo) y que era utilizado para pintar las fachadas de las viviendas.

En 1958, tras la creación del Ayuntamiento de Puerto Lumbreras,  se constituye la diputación del Cabezo de la Jara. A lo largo de las últimas décadas se han creado numerosas infraestructuras que permiten al visitante disfrutar del rico patrimonio natural del Cabezo, como el Centro de Interpretación de la Naturaleza o el Albergue Juvenil.

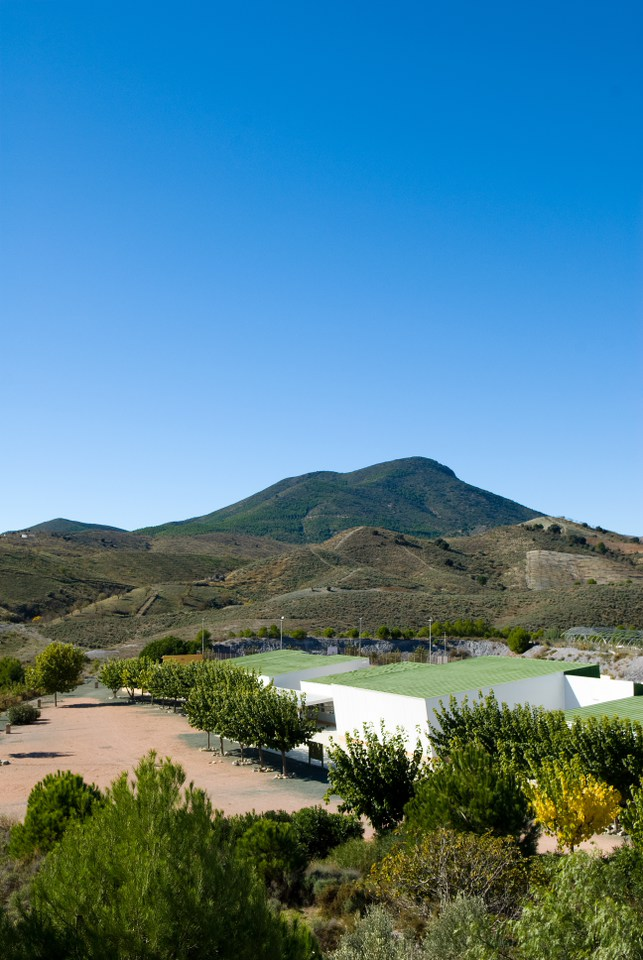
Vista de la cima del Cabezo de la Jara y el Albergue Juvenil

## Economía
Tradicionalmente ha estado vinculada a actividades de carácter agropecuario (regadíos, cultivo de vid, rebaños de cabras y ovejas). Actualmente los cultivos predominantes  son los de secano (olivos y almendros). También se desarrollan otras actividades como la apicultura. En los últimos años ha crecido el turismo rural gracias al importante patrimonio natural de la pedanía. Muchos antiguos cortijos se han convertido en alojamientos rurales que acercan al visitante a este espacio natural protegido a los recursos que ofrece.

## Naturaleza
Aquí se encuentra el monte más elevado del término municipal de Puerto Lumbreras y que da nombre a la diputación: el cabezo de la Jara, con 1247 m s. n. m. Está contemplado como Lugar de Importancia Comunitaria (L.I.C.) a propuesta de la Comunidad Autónoma de la Región de Murcia junto al marco territorial de la rambla de Nogalte.

El paisaje característico lo conforman relieves alomados, de escasa vegetación (espliegos, romeros, espartos) que alternan con zonas boscosas aisladas (carrascas, pinos carrascos y piñoneros), atravesados por un importante número de ramblas (Nogalte, Culebras, Talancón, Cárdena) en las que se observa bosques en galería formados por tarajes, granados y cañas.  En cuanto a la fauna, destaca la presencia de Tortuga Mora, Búho real, Carraca, además de otras especies como águilas perdiceras, jilgueros o colorines.

## Lugares de interés

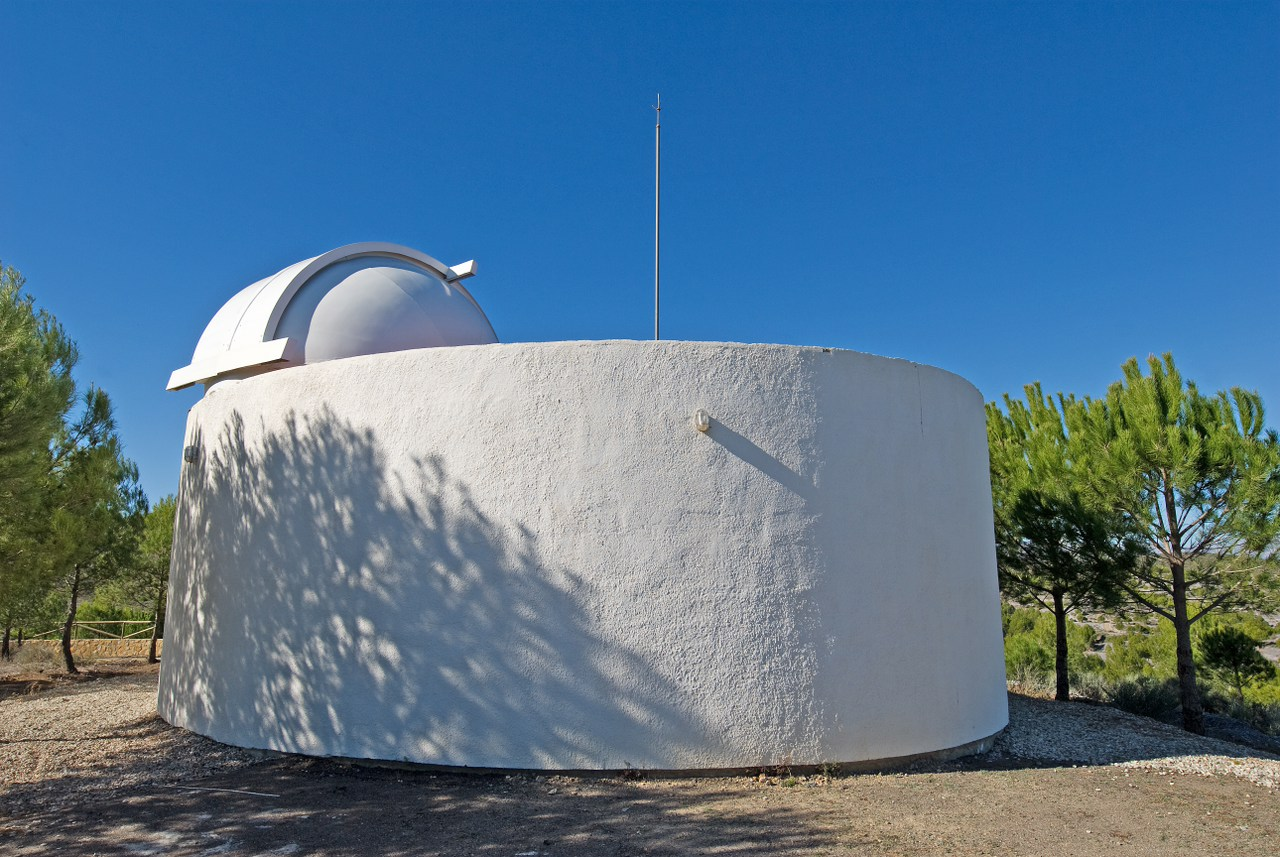
Observatorio astronómico situado en el Cabezo de la Jara.

- Centro de Interpretación de la Naturaleza

Situado junto al Albergue Juvenil Cabezo de la Jara, es un espacio a través del cual el visitante puede descubrir los secretos de la naturaleza y los espacios naturales del municipio. Está integrado por seis espacios con diferentes temáticas: Espacio natural, con una maqueta gigante en la que se sitúan los puntos emblemáticos del Cabezo; Paisaje, con paneles retroiluminados que dan a conocer el paisaje y geología; Flora y Fauna, donde a través de juegos interactivos se explica la flora autóctona y las especies protegidas que se encuentran en el paraje; Sala de Audiovisuales, un recorrido virtual para descubrir el municipio; y El Hombre, un recorrido por la Historia, Gastronomía y Artesanía de Puerto Lumbreras.
- Observatorio Astronómico

Se localiza junto al Centro de Interpretación. Es un edificio de 80 m² que consta de cúpula con su equipamiento instrumental y una sala de observación con un telescopio reflector LX 200 12" de Meade. Se pueden realizar visitas guiadas por miembros de la Agrupación Astronómica de la Región de Murcia. 
- Albergue Juvenil

Cuenta con varias estancias perfectamente equipadas  utilizadas fundamentalmente para campamentos de verano, cursos y actividades en el entorno del Cabezo de la Jara. Además de habitaciones con capacidad para más de 80 personas, dispone de comedor, sala de audiovisuales y amplias terrazas exteriores.

## Galería
|                                          |
| Caserío aislado en el Cabezo de la Jara. |

|                                                          |
| Albergue Juvenil y cumbre del Cabezo de la Jara al fondo |

|                                                           |
| Grupo de viviendas en la diputación del Cabezo de la Jara |

|                                                               |
| Vista de ruta senderista por el entorno del Cabezo de la Jara |

|                                                 |
| Banco situado en los pies de una gran carrasca. |